# Chetaïbi
Chetaïbi (em árabe: شطايبي) (anteriormente Herbillon), é uma comuna localizada na província de Annaba, no extremo leste da Argélia. Sua população era de 8 035 habitantes, em 2008.